# World ORT

Das Logo der World ORT seit 2018

Die World ORT (Organisation – Reconstruction – Training) ist eine Nichtregierungsorganisation, die 1880 in Russland als „Gesellschaft für handwerkliche und landwirtschaftliche Arbeit (unter Juden)“ gegründet wurde. Der Sitz von ORT wurde 1921 nach Berlin verlegt und befindet sich heute in Genf. In der über hundertjährigen Geschichte ihres Bestehens haben weit über eine Million Menschen eine schulische Ausbildung bei ORT durchlaufen. Die Organisation ist heute in 58 Ländern weltweit tätig.

## Geschichte

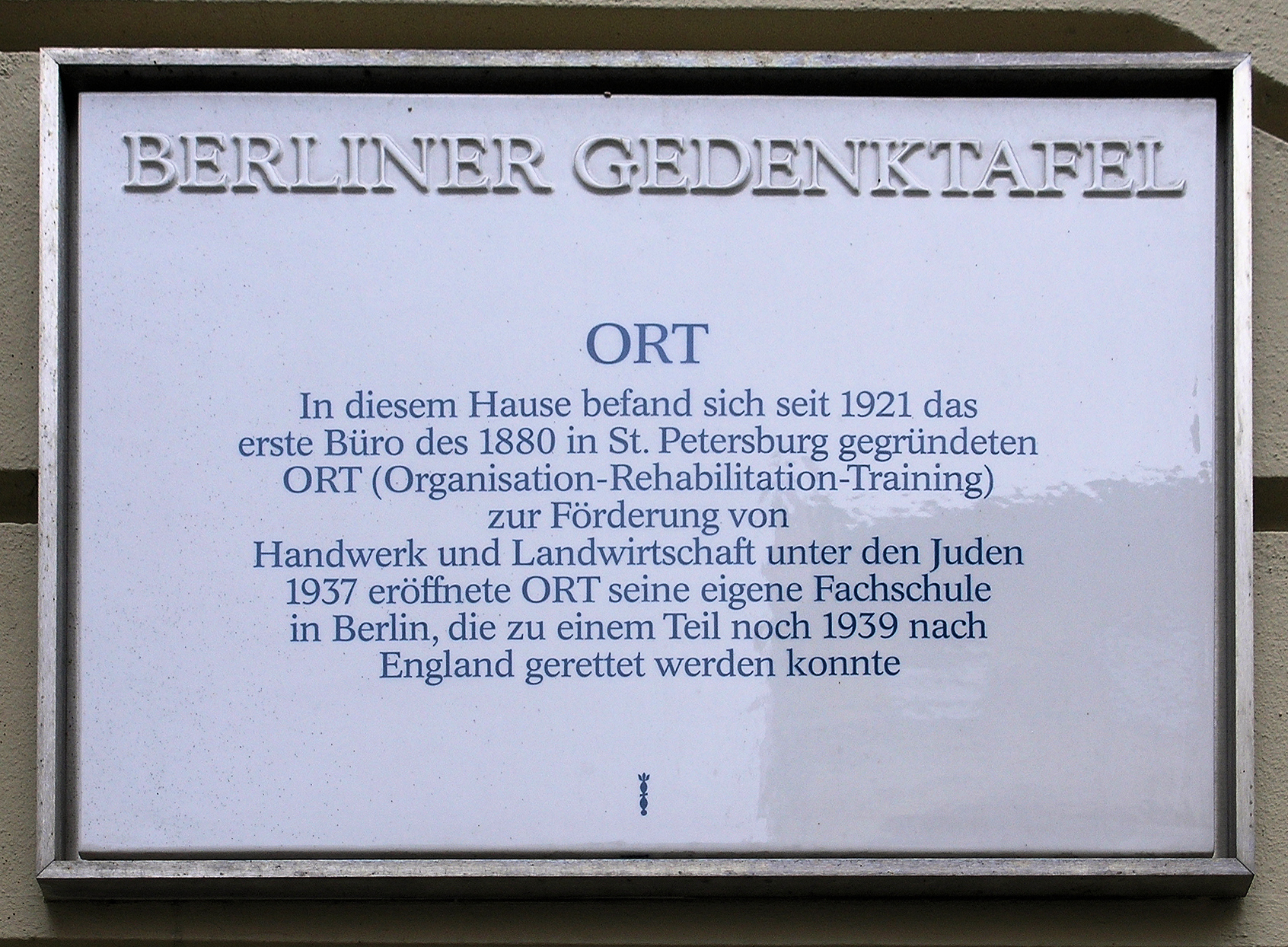
Gedenktafel Berlin, Bleibtreustraße 34–35

Die Organisation wurde im Zarenreich unter dem Namen „Общество ремесленного и земледельческого труда“ (Obschtschestwo remeslennogo i zemledeltscheskogo truda) gegründet. Im April 1880 unterzeichneten fünf russisch-jüdische Philanthropen, darunter Samuel Polyakov, Naphtali Herz Günzburg (genannt Horace) und Nikolai Bakst, gestützt auf ein Edikt von Zar Alexander II., einen „privaten Brief“, um die Berufsausbildung von Juden in Russland zu fördern. Bis 1905 wurden für diesen Zweck eine Million Rubel gesammelt, diese Summe ging jedoch in der Oktoberrevolution 1917 verloren. Erst 1906 erhielt die Organisation eine offizielle Bewilligung. Zunächst bestand ORT nur im Russischen Reich. In dieser Zeit bestand ein Organisationsziel in der Umsiedlung jüdischer Handwerker aus dem Ansiedlungsrayon in weitere Teile Russlands.
1921 wurde ORT in Berlin als internationale Organisation unter dem Namen World ORT Union errichtet. Sie hieß jetzt Obščestvo razprostranenija techničeskich znanij i remeslennago truda sredi evreev, Общество ремесленного и земледельческого труда среди евреев в России. Mit zunehmender Internationalisierung stieg auch die soziale Bedeutung von World ORT, die sowohl in den neu errichteten Staaten, die vom Russischen Reich unabhängig geworden waren, als auch in Deutschland, Frankreich, Bulgarien, Ungarn und Rumänien aktiv wurde.
Nachdem sich seit den 1920er Jahren ehemalige ORT-Schüler in Palästina niedergelassen hatten, errichtete ORT bald nach der Gründung des Staates Israel Berufsausbildungskurse für Immigranten.
Heute stellt Israel einen Schwerpunkt der Aktivitäten von ORT dar: Im Jahre 2003 erhielten in den 159 ORT-Institutionen in Israel 90.000 Personen eine Ausbildung.

## Die Arbeit des ORT in den DP-Lagern
Der ORT setzte auch während des Zweiten Weltkriegs seine Arbeit in Europa fort. Ein Schwerpunkt war dabei die Unterstützung von jüdischen Flüchtlingen, die in noch nicht von den Deutschen eroberten Ländern Zuflucht suchten. Er versuchte auch in den osteuropäischen Ghettos Hilfe zu leisten, so lange diese noch nicht von den Deutschen geräumt und ihre Bewohner getötet oder deportiert worden waren.
Große Herausforderungen kamen dann auf die Organisation nach dem Ende des Zweiten Weltkriegs zu, als sich der ORT zusammen mit der UNRRA um das Schicksal der jüdischen Displaced Persons und deren Unterbringung in den DP-Lagern kümmerte. Der ORT sah seine Hauptaufgabe darin, die Berufsausbildung jüdischer DPs sicherzustellen, um deren Auswanderungs- und Umsiedlungschancen nach Übersee zu erleichtern. Im August 1945 wurde die erste Schule im jüdischen DP-Lager Landsberg eröffnet, und Ende 1945 nahmen in Deutschland schon 1.895 Personen an den ORT-Kursen teil, zwei Jahre später gab es bereits 10.624 Teilnehmer.
Ende 1946 initiierte der ORT in Österreich ähnliche Programme wie in Deutschland. Dezentrale Einrichtungen entstanden in den österreichischen DP-Lagern und darüber hinaus zentral in Wien, Salzburg und Linz, für Menschen aus Lagern aus dem jeweiligen Umland und für DPs, die nicht in Lagern lebten. Es folgten dann auch Ausbildungsstätten in Italien, die sich vor allem an die DPs richteten, die planten, schnell nach Palästina auszuwandern. Entsprechend konzentrierte sich das Ausbildungsprogramm vor allem auf Kenntnissen und Fertigkeiten, die in Palästina benötigt wurden. Es entstand zum Beispiel ein landwirtschaftliches Ausbildungszentrum in der Nähe von Turin und ein Zentrum für Bauarbeiter in Mailand.
Bis Ende 1947 bot der ORT bereits über 700 Kursen in den europäischen DP-Lagern an. 22.620 Personen wurde in diesem Jahr ausgebildet, fast ein Zehntel der damaligen DP-Bevölkerung. Sie wurden von 934 Lehrer in mehr als fünfzig Berufen unterrichtet, darunter im traditionellen Handwerk wie der Metallbearbeitung, der Schuhmacherei und der Tischlerei, aber auch in komplexeren Berufsfeldern wie der Automotorreparatur, der Zahntechnik, oder als Schriftsetzer, Goldschmied und Uhrmacher. Von besonderer Bedeutung war, dass die Absolventen der ORT-Kurse am Ende eines jeden Kurses ein Zertifikat erhielten, das ihnen Vorteile bei der Einwanderung in andere Länder verschaffte.
Nach der Gründung des Staates Israel wurde wegen der nun verbesserten Auswanderungsmöglichkeiten für die jüdischen DPs die Arbeit des ORT zurückgefahren. In einer speziellen Werkstatt wurden Teile der Ausrüstung aus deutschen und österreichischen Ausbildungsstätten aufgearbeitet und nach Israel verschickt. Im März 1956 wurde mit der Schließung des DP-Lagers Föhrenwald die letzte ORT-Schule in Deutschland, die zuletzt noch von 75 Auszubildenden besucht worden war, geschlossen. Der ORT-Einsatz in Deutschland endete offiziell mit der Schließung des Büros in München im Jahr 1957.